# Andrea Dworkin
Andrea Rita Dworkin (Camden (New Jersey), 26 september 1946 – Washington D.C., 9 april 2005) was een Amerikaanse radicaal-feminist en schrijfster. Ze werd vooral bekend door haar analyses van pornografie en geweld tegen vrouwen. In totaal schreef Dworkin tien boeken over radicaal-feministische theorie en praktijk.  Haar voornaamste werken zijn Pornography (1981) en Intercourse (1987).
Tijdens de late jaren zeventig en de jaren tachtig van de 20e eeuw kreeg ze in de Verenigde Staten nationale bekendheid als een van de gezichten van de feministische beweging tegen pornografie. 

### Non-fictie
- Heartbreak: The Political Memoir of a Feminist Militant (2002)
- Scapegoat: The Jews, Israel, and Women's Liberation (2000)
- Life and Death: Unapologetic Writings on the Continuing War Against Women (1997)
- In Harm's Way: The Pornography Civil Rights Hearings (with Catharine MacKinnon, 1997)
- Letters from a War Zone: Writings (1988)
- Pornography and Civil Rights: A New Day for Women's Equality (1988)
- Intercourse (1987)
- Right-Wing Women: The Politics of Domesticated Females (1983)
- Pornography: Men Possessing Women (1981)[1],[2]
- Our Blood: Prophesies and Discourses on Sexual Politics (1976)
- Woman Hating: A Radical Look at Sexuality (1974)

### Fictie en poëzie
- Mercy (1990)
- Ice and Fire (1986)
- The New Woman's Broken Heart: Short Stories (1980)
- Morning Hair (self-published, 1968)
- Child (1966)

### Artikelen
- Marx and Gandhi were Liberals: Feminism and the "Radical" Left (1977)
- Why So-called Radical Men Love and Need Pornography (1978)
- Against the Male Flood: Censorship, Pornography and Equality (1985)
- The Reasons Why: Essays on the New Civil Rights Law Recognizing Pornography as Sex Discrimination (1985)
- Pornography is a Civil Rights Issue for Women (1986)
- A Good Rape (1996)
- Out of the Closet. (Normal: Transsexual CEOs, Cross-Dressing Cops and Hermaphrodites with Attitude) (1996)
- The Day I Was Drugged and Raped (1996)
- Are You Listening, Hillary? President Rape Is Who He Is (1999)[3]

### Voordrachten en interviews
- Why Men Like Pornography & Prostitution So Much Andrea Dworkin voordracht voor de International Trafficking Conference (1989)
- Andrea Dworkin's Attorney General's Commission Testimony over pornografie en prostitutie
- Violence, Abuse & Women's Citizenship Brighton, VK 10 november 1996
- "Freedom Now: Ending Violence Against Women"
- voordracht op Duke University, januari 1985
- Taped Phone Interview Andrea Dworkin interview door Nikki Craft, over Allen Ginsberg, 9 mei 1990
- Dworkin on Dworkin, ca. 1980[4]